# Carterothamnus
Carterothamnus je rod glavočika, dio podtribusa Oaxacaniinae. Prema Kew-u sinonim je za Hofmeisteria.

## Opis
Carterothamnus uključuje jednu vrstu višegodišnjeg bilja sa stjenovitih litica u lancu Sierra de la Giganta u Baja California Sur, Meksiko. Vrlo sličan rodu Hofmeisteria, od koje se dvojbeno razlikuje. Uključuje biljke koje imaju naizmjenične listove na peteljci, glavice s filarima koji se preklapaju kao šindra na krovu; i brojnim cvjetovima, gole stilove s proširenom bazom i 5-rebraste cipsele. Carterothamnus se razlikuje od Hofmeisterije po tome što ima papus od ljuski sa samo jednom čekinjom i po tome što ima ljuskave spremnike (receptakule).

## Sinonimi
- Hofmeisteria anomalochaeta (R.M.King) B.L.Turner; Phytologia 63(6): 416 (1987)